# Margareta Diersch
Margareta Diersch (* 3. September 1889 in Meuselwitz; † 10. April 1921
in Leipzig), eigentlich: Margreta Diersch, Pseudonym Mark Dorn,  war eine deutsche Schriftstellerin.

## Leben

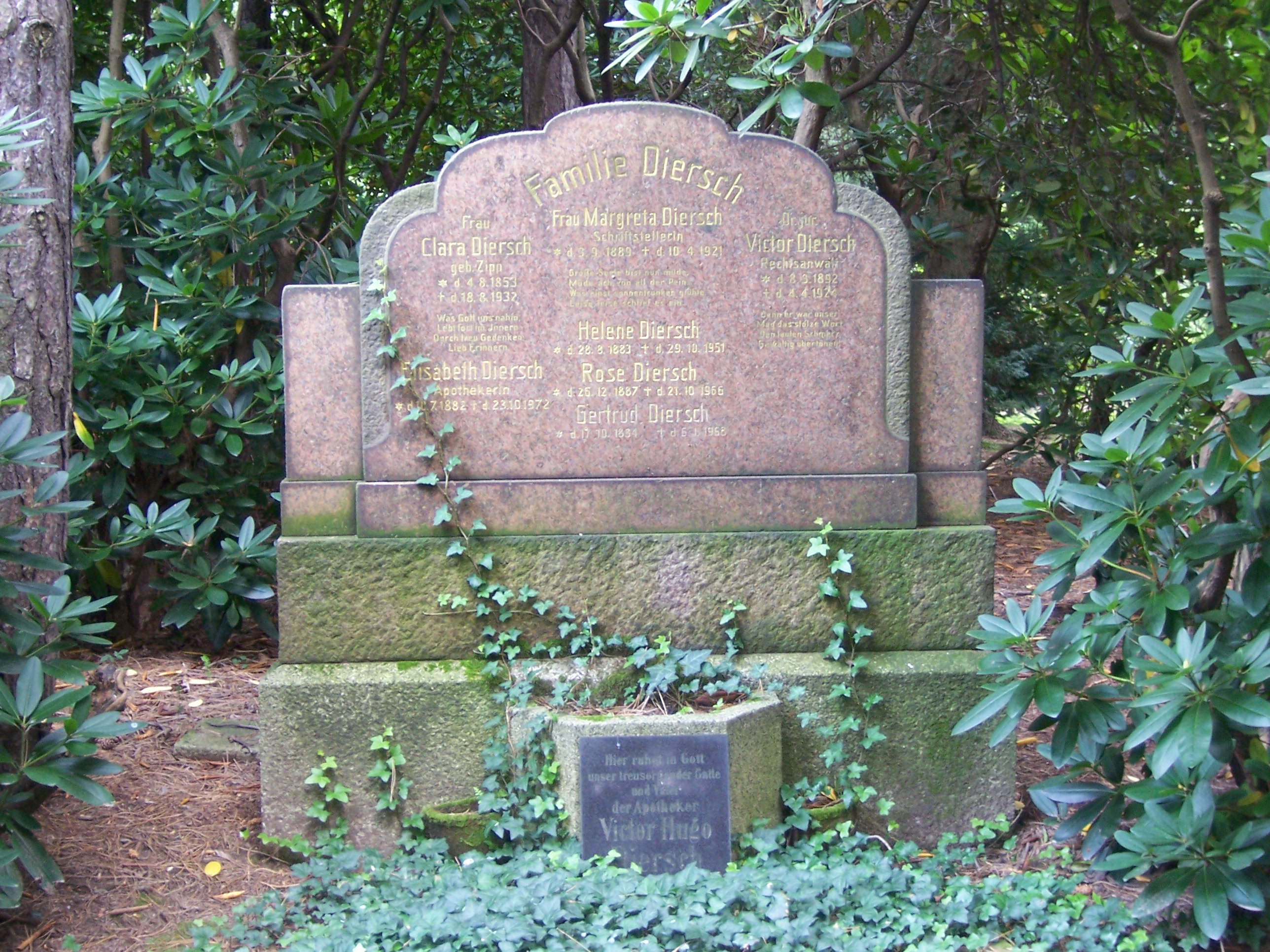
Grabstätte Margreta Diersch und Angehörige auf dem Südfriedhof in Leipzig

Margreta Diersch war die Tochter des Apothekers Viktor Hugo Diersch und seiner Ehefrau Clara, geborene Zinn. In Altenburg war sie Schülerin der Höheren Töchterschule von Frl. Seeberg und Cachin. Sie schrieb zahlreiche Romane und Novellen, teils unter Verwendung des Pseudonyms Mark Dorn, die zunächst in Periodika wie der im Verlag von Paul Herfurth herausgegebenen Familienzeitschrift Welt und Haus, in der bei Otto Janke publizierten Deutschen Roman-Zeitung, in Reclams Universum für deutsche Kultur im In- und Auslande oder in der illustrierten Wochenschrift Salonblatt erschienen. Darin beschäftigte sie sich häufig mit der Rolle der Frau in der modernen Gesellschaft sowie der Beziehung zwischen den Geschlechtern. Postum erschien eine Auswahl ihrer Gedichte unter dem Titel Ich wandre weiter.. in der Gensch'schen Dichterbücherei.

## Nachruf
Margreta Diersch, die Dichterin und Schriftstellerin, weilt nicht mehr unter den Lebenden. Ein tückisches Leiden setzte ihrem emsigen, erfolgreichen Schaffen ein zu frühes Ziel. (...) Margreta Diersch war ein echtes, wahres, liebenswertes Menschenkind. Durch all ihr Schaffen klingt wie ein heißes Ermahnen die Liebe, welche ihr höchstes Ziel in der Kameradschaft zwischen Mann und Frau sieht und das Leben dadurch auch in düsteren Stunden mit einem lindernden Hauch von Romantik und Zartheit erfüllt - uns jene "rosenseligen Stunden" gibt, da die Herzen in Wünschen und Zielen völlig eins gehen. (...) "Haben Sie nie erfahren", läßt sie Sibylle Sonderward sagen, die, wie Margreta Diersch mir einmal sagte, ganz besonders ihr eigentliches Wollen und Fühlen zum Ausdruck brachte, "... daß man auf jubelnden Melodien, die das Herz mit Süße und Weh uns füllen, den Menschen davonfliegen kann ... selig befreit, lachend und jauchzend hinauf in lockende Sternenweiten, wo keine grausamen Bande uns fesseln, wo Menschenworte uns nicht steinigen können?"

## Werke (Auswahl)
- Deutscher Geist, Roman, 1915
- In Sturm und Sonne, Roman, 1916
- Sibylle Sonderward, Roman, 1919
- Sonnensucher, Roman 1919
- Hans Hagenow, Roman, Vogel & Vogel, Leipzig  1919
- Die Fahrt auf dem Sonnenwagen, Roman, List, Leipzig 1920
- Die Spuren der Vergangenheit, Roman, Otto Janke, Berlin 1921
- Zwischen Pflicht und Liebe, Roman, Gustav Fock, Leipzig 1921
- Ich wandre weiter.., Gedichte, W. Gensch, Jena-Elberfeld 1922
- Erdgebunden und andere Novellen aus dem Künstlerleben, W. Gensch, Jena-Elberfeld 1922
- Kamerad, Roman, Uhlmann, Berlin 1923; Weichert, Berlin 1933; NA: Nürnberg 1951